# Poecilium fasciatum
Poecilium fasciatum là một loài bọ cánh cứng trong họ Cerambycidae.